# Eilema serva
Eilema serva är en fjärilsart som beskrevs av Walker 1854. Eilema serva ingår i släktet Eilema och familjen björnspinnare. Inga underarter finns listade i Catalogue of Life.